# Paulo Emilio (Fußballtrainer)
Paulo Emilio Frossard Jorge (* 3. Januar 1936 in Espera Feliz; † 17. Mai 2016 in São José dos Campos) war ein brasilianischer Fußballtrainer.

## Karriere
1962 wurde Emilio bei den Portuguesa als Trainer eingestellt. Er trainierte in den folgenden Jahrzehnten zahlreiche bekannte brasilianische Vereine wie beispielsweise Fluminense FC, CR Vasco da Gama, Botafogo FR und FC Santos.